# Gare de Montrouge-Ceinture
La gare de Montrouge-Ceinture, ou gare du Petit-Montrouge, est une gare ferroviaire française de la ligne de Petite Ceinture, mise en service en 1867 et désaffectée en 1934, située dans le 14e arrondissement de Paris, près de la porte d'Orléans, en région Île-de-France.

## Situation ferroviaire
La gare de Montrouge-Ceinture est située au point kilométrique (PK) 14,460 de la ligne de Petite Ceinture, entre les gares d'Ouest-Ceinture et de Parc de Montsouris.

## Histoire

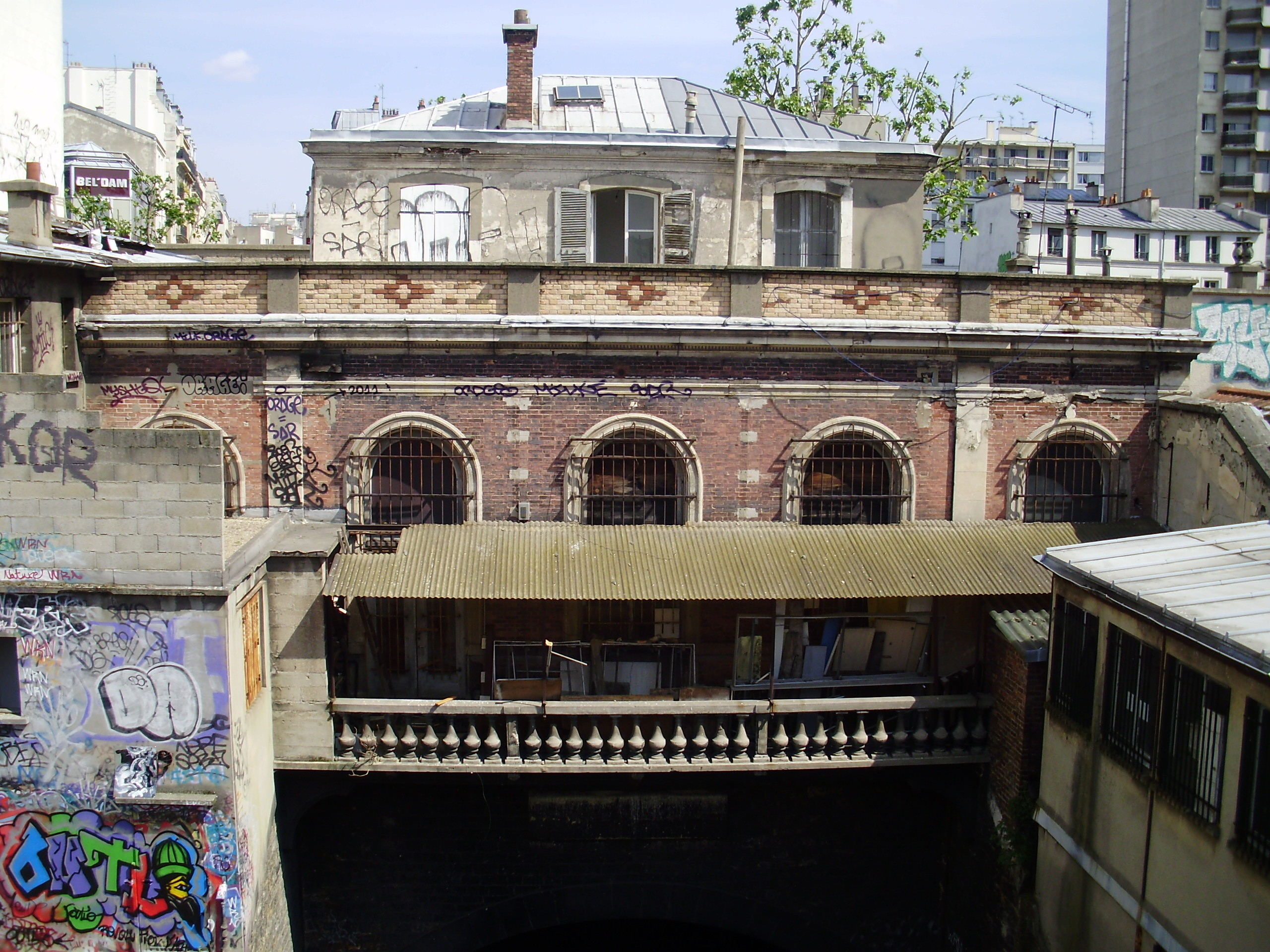
Façade arrière vue depuis la rue de Coulmiers, avant restauration.

La gare est inaugurée le 25 février 1867. Comme le reste de la Petite Ceinture, elle ferme au trafic voyageurs le 23 juillet 1934.
Longtemps masqué par un commerce puis désaffecté, le bâtiment s'inscrit, en 2010, dans un projet de rénovation urbaine confiant au promoteur Nexity et à l'architecte Louis Paillard la construction de 130 logements. La gare doit être rénovée en 2014. Les travaux suscitent un débat public qui repousse leur achèvement à la fin 2017.

## Bâtiment voyageurs
De forme rectangulaire avec deux angles coupés, l'édicule enjambe les voies ferrées. Il est identique aux gares aujourd'hui détruites de Maison-Blanche et du parc de Montsouris. Au premier trimestre 2018, il doit accueillir un café-restaurant, auquel on envisage d'associer un espace culturel.
Fin août 2019, le bâtiment ouvre comme restaurant-café, lieu d'animation, d'expositions, de rencontres, de concerts, etc. Il dispose de deux niveaux et offre une vue sur la  voie ferrée.

La gare rénovée en août 2017
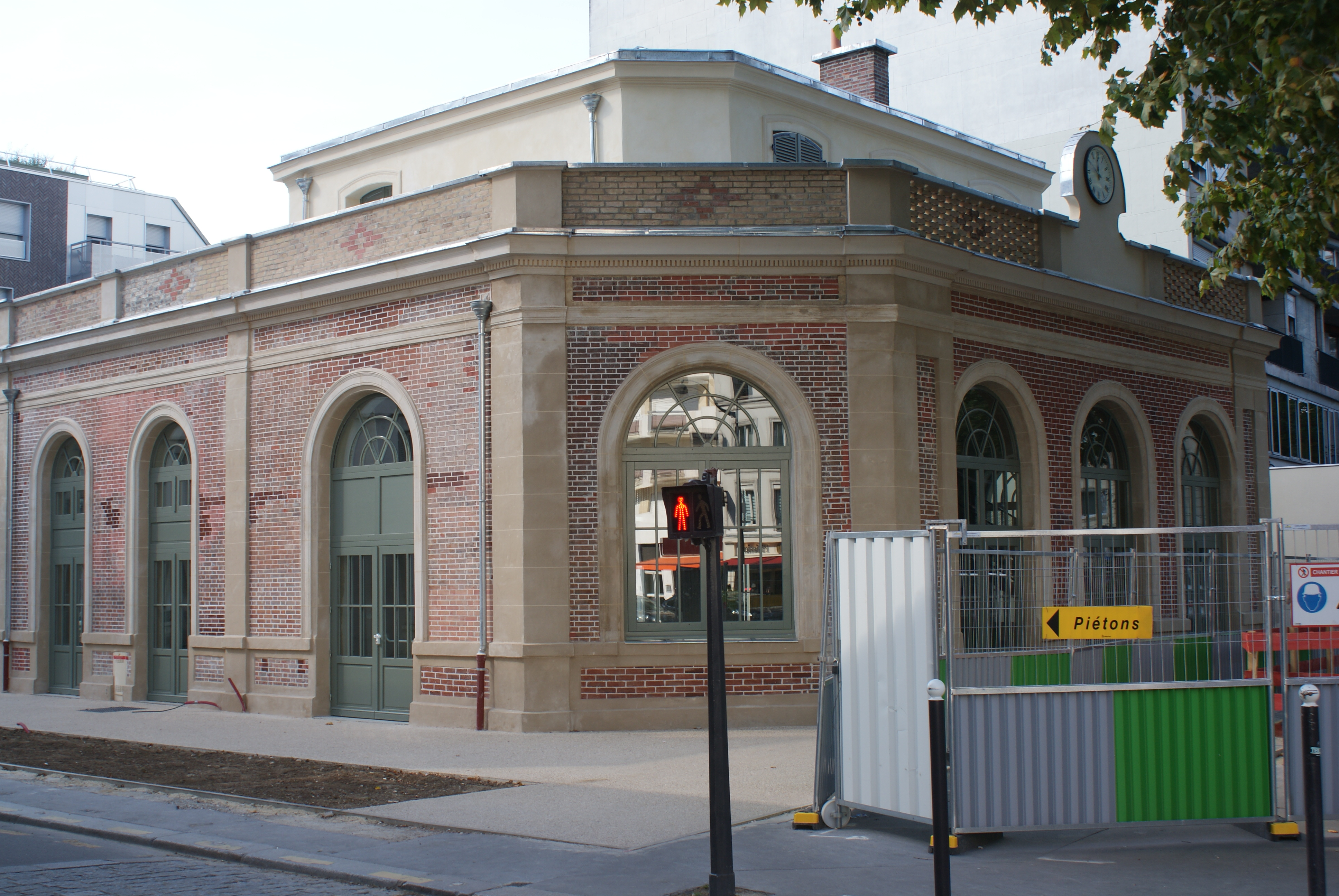
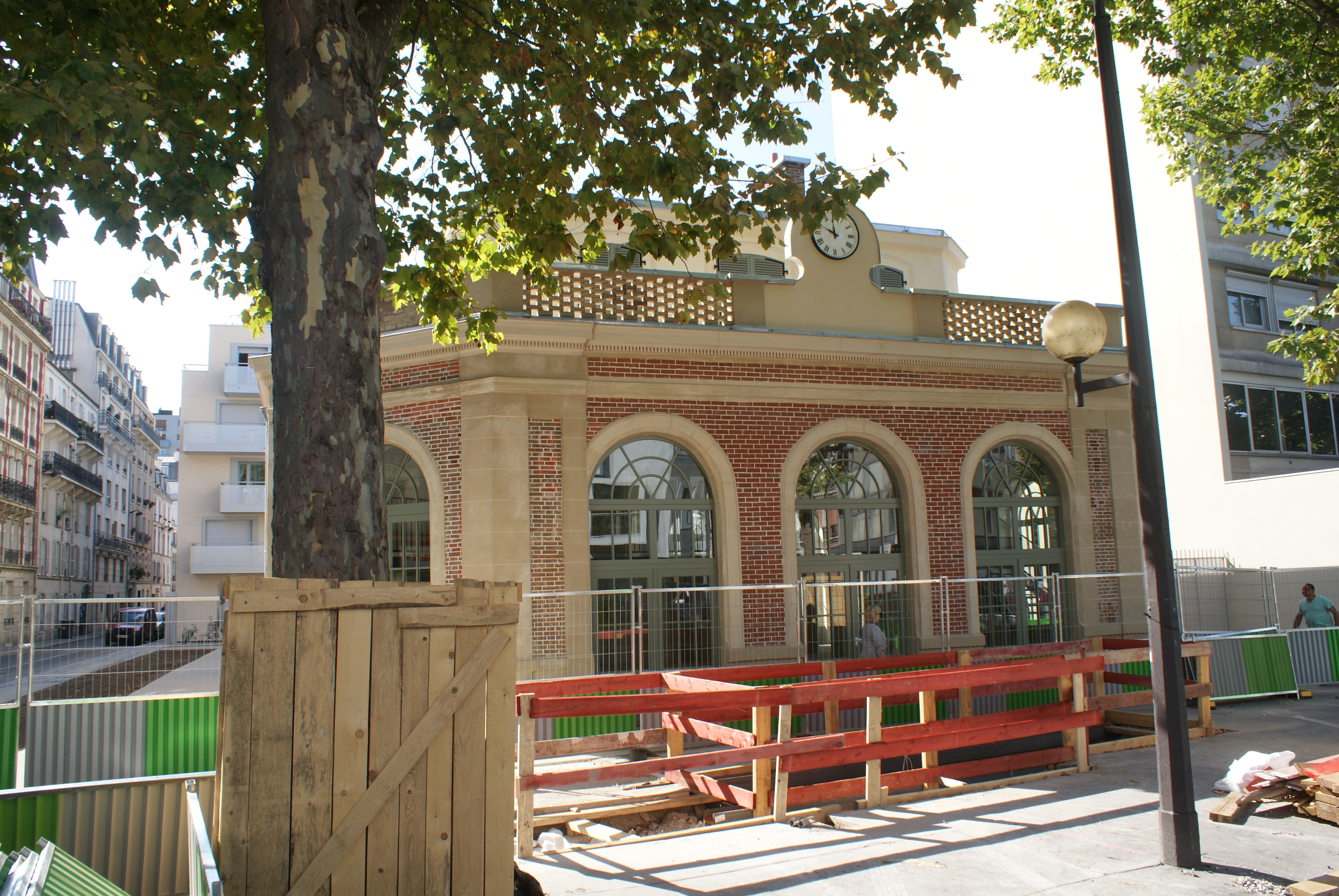
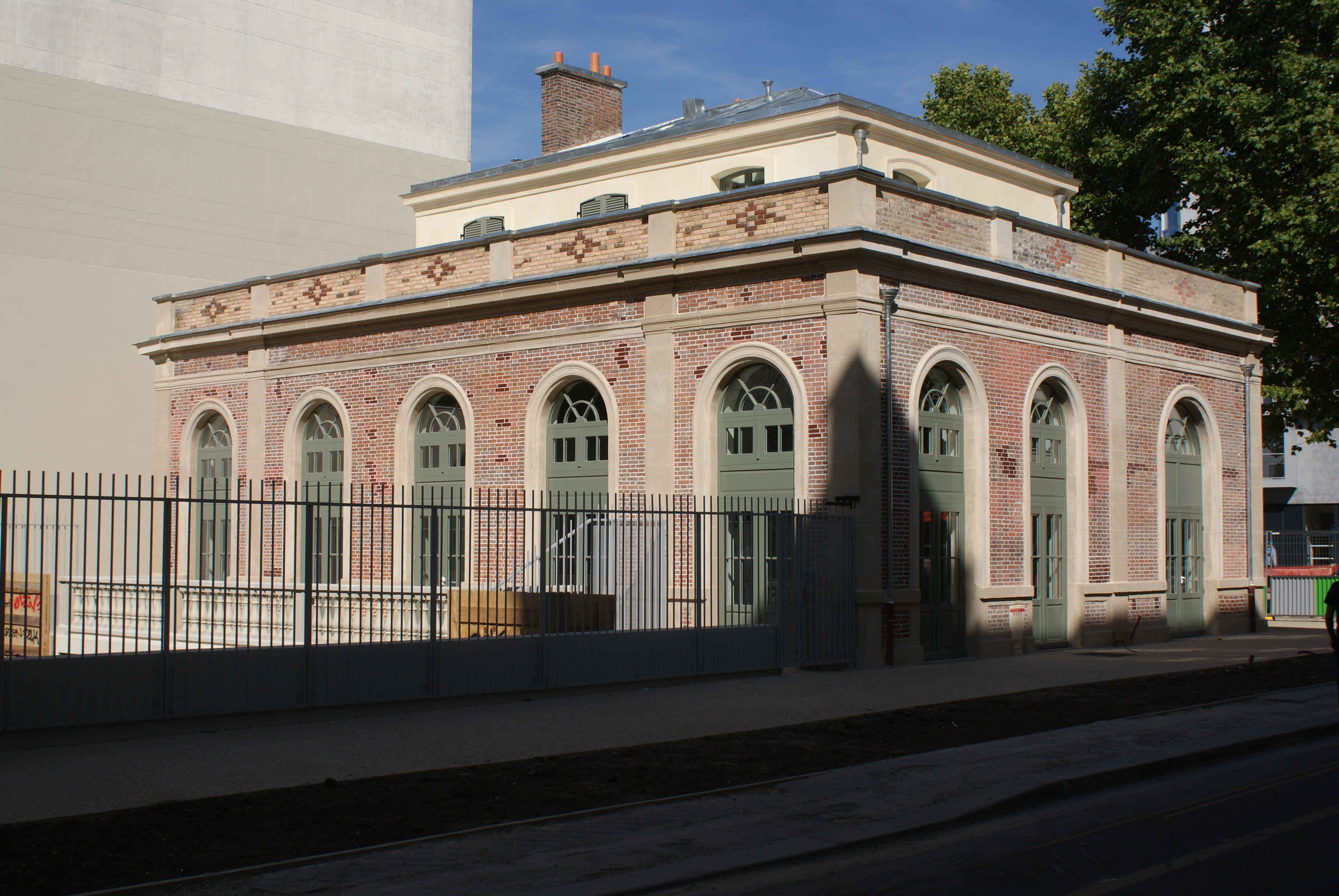